# Elena Cosma
Elena Cosma (n. 28 aprilie 1940, Leningrad, RSFS Rusă, URSS – d. 19 octombrie 2001, București, România) a fost o pianistă română.

## Studii
A urmat cursurile Conservatorului de muzică „N.A. Rimski-Korsakov” din Leningrad, clasa de pian a profesorului Pavel Serebriakov și ale Conservatorului „Ciprian Porumbescu” din București, clasa de pian a profesoarei Silvia Șerbescu.

## Activitate
A fost profesor universitar la Universitatea de Muzică din București, Facultatea de Interpretare Muzicală, Catedra de Instrumente de Coarde, clasele de violoncel ale profesorilor Serafim Antropov-Manu, Aurel Niculescu, Dolores Popa, Marin Cazacu, Vasile Țugui, Tiberiu Ungureanu (disciplina corepetiție), dar și la clasa de canto a sopranei Magda Ianculescu.
A susținut numeroase recitaluri alături de studenți și profesori ai Universității, pe scene din București, din țară și din străinătate (Italia, R. D. Germană, fosta URSS, fosta Iugoslavie). A participat alături de studenții săi (printre care, de-a lungul timpului, au figurat nume ilustre ale artei interpretative românești) la numeroase concursuri internaționale, aducând în țară importante premii. A realizat nenumărate înregistrări pentru postul național de radio. A apărut în direct la numeroase emisiuni de radio și de televiziune, la TVR1, TVR2, Acasa TV, sau la posturi străine. A participat ca pianist acompaniator la numeroase masterclass-uri de violoncel și de muzică de cameră, în special după 1989. Printre zecile de soliști alături de care a cântat se numără violonceliștii Serafim Antropov, Aurel Niculescu, Andrei Csaba, Dolores Popa, Mirel Iancovici, Vasile Țugui, Cătălin Ilea, Sanda Guțu, Ioana Ostafie, Șerban Nichifor, Emil Klein, Anca Iarosevici, Marin Cazacu, Dan Cavassi, Alexandru Moroșanu, Nicholas Cernea, Karol Huros, Rodin Moldovan, Ovidiu Marinescu, Manuela Gaitz-Heroiu, Theodor Lupu, Oana Unc, Olga Mănescu, Răzvan Suma, Ioana Peteu-Stanciuc, Radu Nagy, Laura Buruiană, sau mulți violonceliști din Rusia, Republica Moldova, fosta Iugoslavie etc. A acompaniat și cântăreți, violoniști, violiști, contrabasiști. La începuturile activității didactice a fost o vreme maestru corepetitor la clasa de canto a Magdei Ianculescu.

## Viața personală
Elena Cosma (născută Drozdova) a fost căsătorită cu muzicologul român Octavian Lazăr Cosma. Fiul celor doi este muzicologul Mihai Cosma. Fiica este Corina Cosma, referent relații externe la TVR. Sora Elenei Cosma a fost Inna Mitrofanovna Mișina, medic fizioterapeut, profesor la Facultatea de medicină din Sankt Petersburg iar cumnatul este medicul și cercetătorul Boris Lavrovici Makeev.

## Discografie
A realizat înregistrarea Sonatei nr. 2 pentru pian și violoncel de George Enescu, la casa de discuri Electrecord, împreună cu violoncelista Alexandra Guțu, aceasta fiind prima imprimare pe disc a respectivei lucrări, parte a integralei discografice "George Enescu" realizată de Electrecord pe LP.
1. ↑  George Enescu - Sonata Nr. 2 Pentru Pian Și Vioară - Sonata Nr. 2 Pentru Pian Și Violoncel (în engleză), accesat în 5 februarie 2023